# Palazzo Doria d'Angri
El Palazzo Doria d'Angri es un palacio monumental de Nápoles (Italia), situado en la Piazza Sette Settembre (antiguo Largo dello Spirito Santo), a lo largo de la Via Toledo, frente al Palazzo Carafa di Maddaloni.

## Historia
El edificio fue construido por encargo de Marcantonio Doria sobre dos viviendas precedentes del siglo xvi adquiridas por el príncipe en 1749 y en 1755, respectivamente. En 1760 fue demolido el complejo preexistente, pero en ese año Doria murió y la idea de construir el palacio de la familia pasó a su hijo Giovanni Carlo, que encargó el proyecto al ya anciano Luigi Vanvitelli.
Iniciadas las obras, tras la muerte de Vanvitelli, producida en 1773, el proyecto pasó primero a Ferdinando Fuga, posteriormente a Mario Gioffredo y finalmente a Carlo Vanvitelli, hijo de Luigi, a quien se debe sustancialmente el aspecto actual del edificio.
En 1778 las obras se pararon porque una parte del inmueble en construcción sobresalía ligeramente de la parcela. Esto causó un pleito con el marqués Polce, propietario de ese terreno. Poco después, Doria consiguió ese suelo para poder completar la fachada del palacio y colocó en ella las cuatro columnas del portal.
Durante la construcción se planteó la idea de realizar también un portal lateral hacia la Via Toledo, pero las obras se pararon tras su diseño por parte del ingeniero Gaetano Buonocore. En su lugar se colocó una segunda entrada en la fachada posterior del edificio, frente al monumental Palazzo Carafa di Maddaloni. Posteriormente, en el primer tercio del siglo xix, se realizaron nuevas intervenciones dirigidas por Antonio Francesconi, que en esa época también trabajó en el otro edificio de la familia, la Villa Doria en Posillipo.

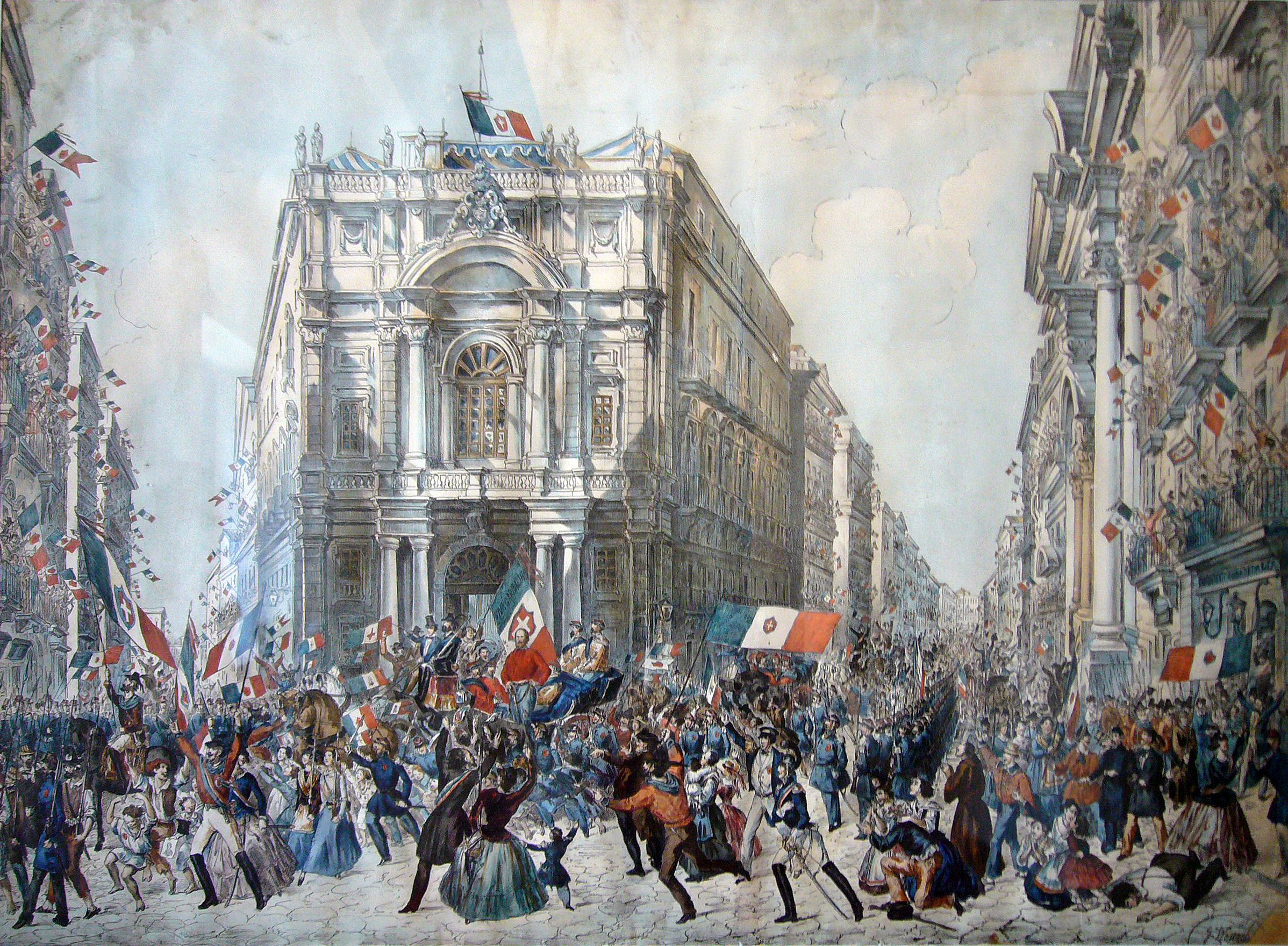
La Entrada de Garibaldi en Nápoles de Franz Wenzel Schwarz, en la que se ve la fachada original del palacio antes de los daños sufridos durante la Segunda Guerra Mundial.

En 1860 el palacio se hizo famoso porque el 7 de septiembre Giuseppe Garibaldi anunció desde su balcón la anexión del Reino de las Dos Sicilias al de Italia.
En 1940 la notable colección de arte de Marcantonio Doria conservada en el palacio, que incluía cerámicas, obras de artes aplicadas y cuadros, entre ellos algunos de Van Dyck, Rubens y el Martirio de santa Úrsula de Caravaggio, fue vendida en una subasta. En esta ocasión, el lienzo de Caravaggio fue adquirido por la Banca Commerciale Italiana, que lo expuso en su histórica sede napolitana del Palazzo Zevallos. Durante la Segunda Guerra Mundial el edificio sufrió algunos daños, sobre todo en la fachada principal, que perdió seis de las ocho esculturas que embellecían la cornisa superior y el gran escudo nobiliario de la familia Doria colocado sobre la ventana del piano nobile. Las decoraciones de las salas interiores del piano nobile, en cambio, se salvaron completamente de los bombardeos.

## Descripción
El palacio tiene una planta trapezoidal, con la fachada principal dirigida hacia la plaza. Esta fachada, de mármol blanco, está subdividida en tres órdenes y se caracteriza por la presencia del portal, flanqueado por columnas dóricas que sostienen, junto a unas poderosas ménsulas, el balcón.

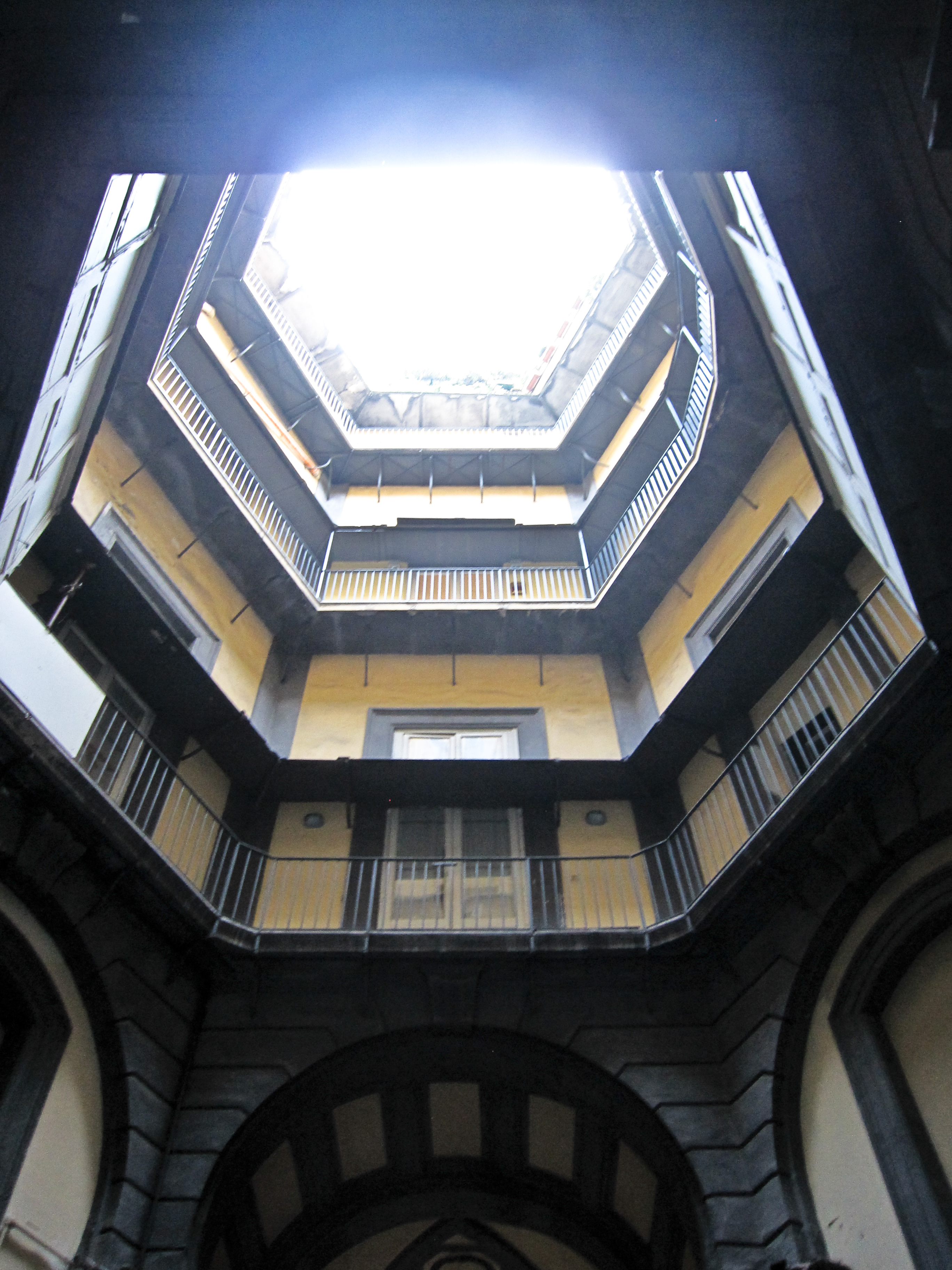
El patio hexagonal.

La planta superior se caracteriza por la presencia de semicolumnas y lesenas jónicas que enmarcan tres ventanas con cornisas de mármol. La barandilla superior, que actualmente se encuentra parcialmente dañada, albergaba seis estatuas bajo las cuales se encontraba, en el centro, el gran escudo de los Doria; actualmente solo se conservan dos de las seis estatuas y un trozo de la guirnalda del escudo. En la acuarela de Franz Wenzel Schwarz que reproduce la Entrada de Garibaldi en Nápoles, expuesta en el museo del Castel Nuovo, se puede apreciar cuál era el aspecto original del edificio, antes de los daños que sufiró durante la Segunda Guerra Mundial. Las dos fachadas laterales, que dan hacia la Via Sant'Anna dei Lombardi y la Via Toledo, son más simples y disponen de ventanas con tímpanos alternados. La fachada posterior, que da hacia el Palazzo Carafa di Maddaloni, tiene un portal modesto que fue cerrado poco después de su construcción, a causa de la disputa entre los Carafa y los Doria sobre el paso de los carruajes.
Los patios interiores son dos: uno de forma hexagonal, similar conceptualmente al octogonal del Palazzo Serra di Cassano, pero más estrecho y elevado; el otro patio es de forma rectangular. Estos dos patios están unidos entre sí por un paso abovedado, al mismo tiempo que unen las dos entradas respectivas mediante largos vestíbulos. Toda la configuración resulta ser a modo de «telescopio óptico», técnica arquitectónica típica de Vanvitelli, presente también en otras obras suyas como por ejemplo en los jardines del Palacio Real de Caserta.
Gran parte del interior está embellecido con decoraciones típicas de los palacios nobiliarios napolitanos del siglo xviii: hay frescos y lienzos de Fedele Fischetti, uno de los pintores locales más activos en este sentido, que con la colaboración de Alessandro Fischetti y Costantino Desiderio realizó el gran fresco en la bóveda de la sala elíptica, donde se encuentra el Triunfo de Lamba Doria en la batalla de Curzola. A Desiderio también se le atribuye la Aurora colocada en el boudoir, que también alberga las cariátides de estuco realizadas por el escultor Angelo Viva. Otras habitaciones del siglo xviii, como el gabinete de los espejos, cuyo dormitorio contiene tres cuadros de Francesco Solimena y decoraciones de Girolamo Starace, conservan frescos de Giacinto Diano, que también trabajó en la galería del segundo cuarto noble. Por último, la capilla privada del piano nobile está decorada con pinturas de Giovanni Maria Griffon.
En su conjunto, el palacio se presenta con un estilo encuadrable entre el tardobarroco y el neoclásico.